# Луферов, Виктор Архипович
Ви́ктор Архи́пович Лу́феров (20 мая 1945, Москва — 1 марта 2010, там же) — советский и российский поэт, музыкант, композитор, бард.

## Биография
Виктор Луферов родился 20 мая 1945 года в Москве.
Учился в Московском инженерно-физическом институте, окончил биофак Московской ветеринарной академии им. К. И. Скрябина (1971) и эстрадное отделение Государственного музыкального педагогического училища им. Гнесиных по классу гитары (1978). В училище специализировался по джазу. Кроме того, несколько лет занимался в джазовой студии «Москворечье».
Работал лаборантом в Центральном Ордена Ленина институте гематологии и переливания крови, расклейщиком афиш, дворником, дежурным пожарным.
Луферов писал песни с 1966 года преимущественно на свои стихи, исполнял их, аккомпанируя себе на шестиструнной гитаре. В конце 1960-х создал и возглавил ансамбль «Осенебри» (существовал в 1967—1970 годах). В феврале 1985 года основал театр-студию песни «Перекрёсток» (проект просуществовал до 2003 года, был закрыт по финансовым причинам). Участник творческого объединения «Первый круг» (в которое в разные годы входили Юрий Лорес, Александр Мирзаян, Владимир Бережков, Михаил Кочетков и другие авторы) и Ассоциации российских бардов. У Виктора Луферова вышло семь компакт-дисков, из них четыре в авторской антологии из семи дисков «Каждый охотник желает знать…» в студии «Азия-плюс».
Скончался 1 марта 2010 года в результате лимфогранулематоза. Похоронен у храма Флора и Лавра в селе Ям Домодедовского района Московской области.